# Taça de Portugal 2007/08
Die Taça de Portugal 2007/08 war die 68. Austragung des portugiesischen Pokalwettbewerbs. Er wurde vom portugiesischen Fußballverband ausgetragen. Pokalsieger wurde Titelverteidiger Sporting Lissabon, das sich im Finale gegen den FC Porto durchsetzte.
Alle Begegnungen wurden nach unentschiedenem Ausgang zunächst um zweimal 15 Minuten verlängert, und wenn nötig im anschließenden Elfmeterschießen entschieden.

## Teilnehmende Teams
| Primeira Liga (16) | Primeira Liga (16) | Liga Vitalis (16) | Liga Vitalis (16) |
| --- | --- | --- | --- |
| - Académica de Coimbra - Belenenses Lissabon - Benfica Lissabon - Boavista Porto - Sporting Braga - CF Estrela Amadora - Nacional Funchal - Marítimo Funchal | - Leixões SC - Naval 1º de Maio - FC Paços de Ferreira - FC Porto - Sporting Lissabon - União Leiria - Vitória Guimarães - Vitória Setúbal | - SC Beira-Mar - Desportivo Aves - GD Estoril Praia - CD Fátima - CD Feirense - SC Freamunde - Gil Vicente FC - Gondomar SC | - SC Olhanense - FC Penafiel - Portimonense SC - Rio Ave FC - CD Santa Clara - CD Trofense - Varzim SC - FC Vizela |
| Segunda Divisão (54) | | | |
| - Abrantes FC - Anadia FC - Atlético CP - AA Avanca - Benfica e Castelo Branco - Caldas SC - AD Camacha - CF Caniçal - AD Carregado - GD Chaves - SC Covilhã - Eléctrico Ponte de Sor - SC Esmoriz - SC Espinho | - AD Fafe - Fiães SC - FC Infesta - Juventude Évora - GD Lagoa - Leça FC - FC Lixa - Louletano DC - AD Lousada - SC Lusitânia - Lusitânia Lourosa - AD Machico - CD Mafra - FC Madalena | - SC Maria da Fonte - Merelinense FC - Moreirense FC - SL Nelas - Odivelas FC - CD Olivais e Moscavide - UD Oliveirense - Oliveira do Bairro SC - CD Operário - FC Pampilhosa - SC Penalva Castelo - CD Pinhalnovense - CD Portosantense | - AD Pontassolense - Real SC Queluz - CD Ribeira Brava - GD Ribeirão - UD Rio Maior - AD Sátão - FC Tirsense - União Madeira - União Messinense - SC União Torreense - GD Tourizense - CA Valdevez - AC Vila Meã |
| Terceira Divisão (94) | | | |
| - Académico de Viseu FC - GC Alcobaça - GD Alcochetense - SC Mineiro Aljustrelense - SR Almancilense - Amarante FC - FC Amares - Amora FC - SC Angrense - FC Arouca - GD Baira-Mar - FC Barreirense - GD Fabril do Barreiro - GD Bragança - SCE Bombarralense - Brito SC - Juventude Campinense - Capelense SC - AC Cacém - CSD Câmara de Lobos - UDR Caranguejeira - SL Cartaxo - SU 1º Dezembro - O Elvas CAD | - FC Famalicão - Fayal SC - AD Fazendense - FC Ferreiras - Ginásio Clube Figueirense - UD Gândara - GD Igreja Nova - Imortal DC - GD Joane - Juventude Lajense - GDRC Social Lamas - Aliados FC Lordelo - CD Lousanense - Lusitano GC Évora - CA Macedo de Cavaleiros - FC Maia - FC Marinhas - AC Marinhense - SC Mirandela - CA Mirandense - GD Milheiroense - Mondinense FC - GDR Monsanto - Morais FC | - CF Oliveira do Douro - FC Oliveira Hospital - AD Oliveirense - Clube Oriental de Lisboa - Padroense FC - USC Paredes - FC Pedras Rubras - AD Penamacorense - CD Rabo Peixe - CD Cova da Piedade - Sporting Pombal - SC Estela Portalegre - AD Portomosense - GD Prado - SC Praiense - CDR Quarteirense - Rebordosa AC - AD Sanjoanense - UD Santana - Santiago FC - Boavista São Mateus - Marítimo São Mateus - AD São Pedro da Cova | - SC São João de Ver - SC Dragões Sandinenses - Sertanense FC - GD Serzedelo - Silves FC - GD Sourense - Sport União Sintrense - UD Tocha - CD Tondela - GD Torre Moncorvo - Estrela Unhais da Serra - União Lamas - União Micaelense - União de Montemor - União Nogueirense - União da Serra - AD Valecambrense - SC Valenciano - AD Valonguense - Estrela Vendas Novas - SC Vianense - Vidago FC - Vieira SC |
| Distrikte (21) | | | |
| - ADRC Aguiar Beira - GD Águias Moradal - ACR Alvorense - CC Ansião - GD Boticas - SC Bustelo | - SC Campomaiorense - CD Candal - CD Cinfães - FC Flamengos - Freiria SC | - Marítimo SC - GD Mirandês - GR Vigor Mocidade - Desportivo de Monção - GD Monte Trigo | - Moura AC - Estrela Ouriquense - CCD Santa Eulália - GD Sesimbra - GD Velense |

## 1. Runde
Teilnehmer waren 94 Vereine aus der Terceira Divisão und 21 Vereine der Distriktverbände. Die Spiele fanden am 2. September 2007 statt.

Freilos: Fayal SC, FC Maia, CA Mirandense, AD Penamacorense und GD Torre Moncorvo
|                           | Ergebnis              |                          |
| ------------------------- | --------------------- | ------------------------ |
| FC Barreirense            | 2:1                   | Estrela Ouriquense       |
| CDR Quarteirense          | 1:2                   | Lusitano GC Évora        |
| Freiria SC                | 0:4                   | GD Sesimbra              |
| SU 1º Dezembro            | 1:0                   | SC Mineiro Aljustrelense |
| GD Fabril do Barreiro     | 5:0                   | ACR Alvorense            |
| CD Cova da Piedade        | 3:1                   | SC Estela Portalegre     |
| Estrela Vendas Novas      | 0:1                   | Clube Oriental de Lisboa |
| GD Sourense               | 4:0                   | Estrela Unhais da Serra  |
| CD Tondela                | 0:2                   | FC Arouca                |
| GDR Monsanto              | 5:0                   | UDR Caranguejeira        |
| SL Cartaxo                | 1:0 n. V.             | GD Baira-Mar             |
| Sport União Sintrense     | 2:2 n. V. (3:2 i. E.) | SR Almancilense          |
| UD Santana                | 1:1 n. V. (5:4 i. E.) | Amora FC                 |
| CSD Câmara de Lobos       | 2:0                   | Imortal DC               |
| Juventude Lajense         | 2:0                   | Marítimo SC              |
| Capelense SC              | 4:0                   | FC Flamengos             |
| União Micaelense          | 1:0                   | SC Praiense              |
| GD Velense                | 0:2                   | Marítimo Graziosa        |
| SC Angrense               | 1:0 n. V.             | Santiago FC              |
| CD Rabo Peixe             | 1:0                   | Boavista São Mateus      |
| Silves FC                 | 0:1                   | GD Igreja Nova           |
| GD Monte Trigo            | 1:1 n. V. (2:3 i. E.) | União de Montemor        |
| AD Fazendense             | 1:0                   | SCE Bombarralense        |
| GD Alcochetense           | 1:2                   | FC Ferreiras             |
| Moura AC                  | 1:0                   | O Elvas CAD              |
| AC Cacém                  | 1:0                   | Juventude Campinense     |
| União da Serra            | 3:1                   | GD Águias Moradal        |
| GD Joane                  | 1:2                   | SC Vianense              |
| Amarante FC               | 1:0                   | Brito SC                 |
| AD São Pedro da Cova      | 1:2                   | CCD Santa Eulália        |
| SC Valenciano             | 2:1                   | USC Paredes              |
| FC Marinhas               | 4:3 n. V.             | AD Oliveirense           |
| CD Candal                 | 0:2                   | FC Amares                |
| Desportivo de Monção      | 3:1                   | Morais FC                |
| SC Mirandela              | 1:0                   | Aliados FC Lordelo       |
| CD Cinfães                | 1:2                   | FC Pedras Rubras         |
| Vidago FC                 | 0:2                   | CF Oliveira do Douro     |
| Mondinense FC             | 2:1                   | FC Famalicão             |
| GD Bragança               | 2:1                   | Vieira SC                |
| GD Serzedelo              | 4:0                   | GD Boticas               |
| Padroense FC              | 3:2                   | União Nogueirense        |
| UD Valonguense            | 2:1                   | ADRC Aguiar Beira        |
| Académico de Viseu FC     | 2:0                   | AD Portomosense          |
| AD Valecambrense          | 6:1                   | SC Campomaiorense        |
| GC Alcobaça               | 0:2                   | GR Vigor Mocidade        |
| AC Marinhense             | 1:2                   | Sertanense FC            |
| Sporting Pombal           | 1:2                   | CC Ansião                |
| Ginásio Clube Figueirense | 1:1 n. V. (8:7 i. E.) | União Lamas              |
| GDRC Social Lamas         | 0:0 n. V. (3:1 i. E.) | GD Milheiroense          |
| GD Prado                  | 9:0                   | GD Mirandês              |
| CD Lousanense             | 4:0                   | SC Bustelo               |
| UD Gândara                | 2:0                   | SC São João de Ver       |
| AD Sanjoanense            | 2:1 n. V.             | FC Oliveira Hospital     |
| CA Macedo de Cavaleiros   | 2:2 n. V. (1:3 i. E.) | Rebordosa AC             |
| UD Tocha                  | 0w. o. 1              | SC Dragões Sandinenses   |

## 2. Runde
Zu den 60 qualifizierten Teams aus der 1. Runde kamen 54 Vereine aus der drittklassigen Segunda Divisão hinzu. Reservemannschaften von Profiklubs waren nicht teilnahmeberechtigt. Die Spiele fanden am 23. September 2007 statt.

Freilos: Abrantes FC, Merelinense FC, FC Pampilhosa, UD Rio Maior, AD Sátão, SU 1º Dezembro, Desportivo de Monção, Padroense FC, CD Cova da Piedade und AD Valecambrense
|                           | Ergebnis              |                          |
| ------------------------- | --------------------- | ------------------------ |
| União da Serra            | 2:0                   | GD Sourense              |
| SL Nelas                  | 4:0                   | GR Vigor Mocidade        |
| SC Lusitânia              | 2:1                   | CD Mafra                 |
| GD Fabril do Barreiro     | 0:3                   | CD Pinhalnovense         |
| CD Pinhalnovense          | 1:0                   | Marítimo Graziosa        |
| UD Tocha                  | 2:1                   | GDRC Social Lamas        |
| Académico de Viseu FC     | 1:3                   | SC Covilhã               |
| AD Fazendense             | 0:2 n. V.             | Sertanense FC            |
| GDR Monsanto              | 8:0                   | CA Mirandense            |
| GD Tourizense             | 6:1                   | AD Penamacorense         |
| CC Ansião                 | 1:3                   | Caldas SC                |
| SC União Torreense        | 3:3 n. V. (4:2 i. E.) | Eléctrico Ponte de Sor   |
| Odivelas FC               | 3:1                   | Capelense SC             |
| União de Montemor         | 1:2                   | Atlético CP              |
| Juventude Évora           | 4:0                   | Moura AC                 |
| GD Sesimbra               | 1:0                   | CD Rabo Peixe            |
| CD Olivais e Moscavide    | 0:2                   | AD Carregado             |
| GD Lagoa                  | 3:3 n. V. (5:3 i. E.) | Clube Oriental de Lisboa |
| FC Barreirense            | 1:0 n. V.             | FC Madalena              |
| Fayal SC                  | 3:0                   | Juventude Lajense        |
| AC Cacém                  | 4:1                   | FC Ferreiras             |
| Real SC Queluz            | 1:0                   | GD Igreja Nova           |
| União Messinense          | 3:2 n. V.             | Lusitano GC Évora        |
| SC Angrense               | 0:1                   | Louletano DC             |
| CD Operário               | 1:0                   | Sport União Sintrense    |
| CD Lousanense             | 0:1                   | SC Penalva Castelo       |
| Anadia FC                 | 1:0                   | UD Gândara               |
| GD Ribeirão               | 1:2                   | GD Serzedelo             |
| CD Portosantense          | 1:0                   | GD Prado                 |
| GD Bragança               | 1:2 n. V.             | CA Valdevez              |
| AD Fafe                   | 3:0                   | CSD Câmara de Lobos      |
| GD Torre Moncorvo         | 4:2                   | FC Amares                |
| FC Marinhas               | 2:1 n. V.             | FC Lixa                  |
| AD Machico                | 2:1                   | SC Mirandela             |
| UD Santana                | 0:0 n. V. (0:3 i. E.) | FC Tirsense              |
| Mondinense FC             | 1:0                   | União Madeira            |
| AD Lousada                | 1:1 n. V. (5:6 i. E.) | SC Maria da Fonte        |
| CCD Santa Eulália         | 0:3                   | AD Camacha               |
| GD Chaves                 | 6:2                   | SC Valenciano            |
| Rebordosa AC              | 0:0 n. V. (4:2 i. E.) | FC Arouca                |
| AC Vila Meã               | 2:3 n. V.             | Leça FC                  |
| Lusitânia Lourosa         | 1:1 n. V. (4:5 i. E.) | Fiães SC                 |
| Amarante FC               | 2:0                   | CF Caniçal               |
| Benfica e Castelo Branco  | 1:3                   | Oliveira do Bairro SC    |
| Ginásio Clube Figueirense | 0:1                   | SL Cartaxo               |
| UD Oliveirense            | 5:0                   | UD Valonguense           |
| AD Sanjoanense            | 1:0                   | FC Maia                  |
| AA Avanca                 | 0:6                   | SC Esmoriz               |
| CD Ribeira Brava          | 1:3                   | FC Infesta               |
| AD Pontassolense          | 2:0                   | CF Oliveira do Douro     |
| SC Espinho                | 2:0                   | FC Pedras Rubras         |
| Moreirense FC             | 5:0                   | SC Vianense              |

## 3. Runde
Qualifiziert waren die 62 Teams aus der 2. Runde und die 16 Vereine aus der zweitklassigen Liga Vitalis. Die Spiele fanden am 7., 8. und 18. November 2007 statt.

Freilos: SC Olhanense und UD Tocha
|                       | Ergebnis              |                   |
| --------------------- | --------------------- | ----------------- |
| Gil Vicente FC        | 2:1                   | GD Estoril Praia  |
| FC Penafiel           | 1:0                   | Varzim SC         |
| SC Lusitânia          | 1:1 n. V. (6:5 i. E.) | Caldas SC         |
| SL Cartaxo            | 1:3                   | GD Serzedelo      |
| CD Fátima             | 2:1                   | UD Rio Maior      |
| SC Maria da Fonte     | 0:1                   | AD Carregado      |
| AD Sátão              | 1:2                   | CD Operário       |
| União Micaelense      | 0:1                   | CA Valdevez       |
| Merelinense FC        | 2:2 n. V. (2:3 i. E.) | Anadia FC         |
| União da Serra        | 1:3 n. V.             | UD Oliveirense    |
| Leça FC               | 1:2                   | GD Chaves         |
| Fiães SC              | 0:1                   | Portimonense SC   |
| Sertanense FC         | 5:0                   | Fayal SC          |
| GDR Monsanto          | 1:0                   | SC Esmoriz        |
| FC Marinhas           | 0:2                   | Louletano DC      |
| Desportivo de Monção  | 1:2                   | FC Infesta        |
| Mondinense FC         | 2:2 n. V. (5:3 i. E.) | AD Pontassolense  |
| União Messinense      | 2:2 n. V. (4:3 i. E.) | FC Tirsense       |
| Abrantes FC           | 4:2 n. V.             | SC Espinho        |
| GD Tourizense         | 0:2                   | Atlético CP       |
| AD Machico            | 3:1 n. V.             | Padroense FC      |
| AD Fafe               | 1:1 n. V. (3:5 i. E.) | Juventude Évora   |
| CD Cova da Piedade    | 1:0                   | GD Sesimbra       |
| SC Penalva Castelo    | 0:1                   | GD Torre Moncorvo |
| AD Sanjoanense        | 0:1                   | AD Camacha        |
| SC Freamunde          | 1:0                   | FC Pampilhosa     |
| FC Barreirense        | 2:4                   | Desportivo Aves   |
| AC Cacém              | 0:1                   | Real SC Queluz    |
| SC União Torreense    | 2:0                   | SU 1º Dezembro    |
| SC Covilhã            | 1:2                   | FC Vizela         |
| GD Lagoa              | 1:1 n. V. (5:4 i. E.) | CD Pinhalnovense  |
| Oliveira do Bairro SC | 1:3 n. V.             | CD Santa Clara    |
| SC Beira-Mar          | 1:0                   | Amarante FC       |
| Gondomar SC           | 0:1                   | CD Feirense       |
| SL Nelas              | 2:0                   | AD Valecambrense  |
| Rebordosa AC          | 1:0                   | CD Trofense       |
| CD Portosantense      | 0:2                   | Moreirense FC     |
| Rio Ave FC            | 1:1 n. V. (5:3 i. E.) | Odivelas FC       |

## 4. Runde
Zu den 40 qualifizierten Teams aus der 3. Runde kamen die 16 Vereine der Primera Liga hinzu. Die Spiele fanden am 7., 8. und 9. Dezember 2007 statt.

Freilos: Boavista Porto und Marítimo Funchal
|                     | Ergebnis              |                      |
| ------------------- | --------------------- | -------------------- |
| GD Chaves           | 0:2                   | FC Porto             |
| Leixões SC          | 4:0                   | SC União Torreense   |
| Nacional Funchal    | 5:0                   | CD Cova da Piedade   |
| Sporting Lissabon   | 4:0                   | Louletano DC         |
| Belenenses Lissabon | 2:2 n. V. (4:5 i. E.) | FC Paços de Ferreira |
| CD Feirense         | 4:1                   | SC Lusitânia         |
| Real SC Queluz      | 0:1                   | Desportivo Aves      |
| AD Carregado        | 1:2                   | SC Olhanense         |
| UD Oliveirense      | 4:0                   | Mondinense FC        |
| GD Serzedelo        | 0:3                   | Naval 1º de Maio     |
| GD Lagoa            | 3:2                   | CD Santa Clara       |
| CD Operário         | 0:1 n. V.             | Vitória Setúbal      |
| Atlético CP         | 0:1                   | Vitória Guimarães    |
| CA Valdevez         | 3:1 n. V.             | UD Tocha             |
| FC Penafiel         | 2:1                   | FC Vizela            |
| União Leiria        | 2:0                   | SL Nelas             |
| CF Estrela Amadora  | 4:2 n. V.             | CD Fátima            |
| AD Camacha          | 2:3                   | Sporting Braga       |
| Anadia FC           | 1:0                   | SC Freamunde         |
| Abrantes FC         | 1:1 n. V. (6:5 i. E.) | GDR Monsanto         |
| Sertanense FC       | 2:1 n. V.             | Portimonense SC      |
| SC Beira-Mar        | 0:0 n. V. (3:2 i. E.) | GD Torre Moncorvo    |
| FC Infesta          | 1:2                   | Juventude Évora      |
| Moreirense FC       | 4:0                   | AD Machico           |
| União Messinense    | 0:2 n. V.             | Gil Vicente FC       |
| Rio Ave FC          | 6:1                   | Rebordosa AC         |
| Benfica Lissabon    | 3:1                   | Académica de Coimbra |

## 5. Runde
Qualifiziert waren die 29 Sieger der 4. Runde. Die Spiele fanden am 19. und 20. Januar 2008 statt.

Freilos: CA Valdevez
|                      | Ergebnis              |                  |
| -------------------- | --------------------- | ---------------- |
| FC Porto             | 2:0                   | Desportivo Aves  |
| SC Beira-Mar         | 0:1                   | Moreirense FC    |
| Vitória Setúbal      | 1:0                   | União Leiria     |
| Benfica Lissabon     | 1:0                   | CD Feirense      |
| Sporting Lissabon    | 4:0                   | GD Lagoa         |
| UD Oliveirense       | 0:1                   | Marítimo Funchal |
| CF Estrela Amadora   | 1:0                   | Sporting Braga   |
| Gil Vicente FC       | 3:0                   | Juventude Évora  |
| Naval 1º de Maio     | 4:1                   | Boavista Porto   |
| FC Penafiel          | 1:1 n. V. (4:5 i. E.) | Sertanense FC    |
| Vitória Guimarães    | 1:0                   | Nacional Funchal |
| Leixões SC           | 1:0                   | Anadia FC        |
| Rio Ave FC           | 3:3 n. V. (2:1 i. E.) | SC Olhanense     |
| FC Paços de Ferreira | 4:0                   | Abrantes FC      |

## Achtelfinale
Qualifiziert waren die 15 Sieger der 5. Runde. Die Spiele fanden am 9. und 10. Februar 2008 statt.

Freilos: CF Estrela Amadora
|                   | Ergebnis              |                      |
| ----------------- | --------------------- | -------------------- |
| Sporting Lissabon | 2:1                   | Marítimo Funchal     |
| Sertanense FC     | 0:4                   | FC Porto             |
| CA Valdevez       | 0:3                   | Moreirense FC        |
| Vitória Setúbal   | 1:1 n. V. (3:0 i. E.) | Vitória Guimarães    |
| Naval 1º de Maio  | 3:1 n. V.             | Rio Ave FC           |
| Gil Vicente FC    | 1:0 n. V.             | Leixões SC           |
| Benfica Lissabon  | 4:1                   | FC Paços de Ferreira |

## Viertelfinale
Qualifiziert waren die 8 Sieger des Achtelfinals. Die Spiele fanden am 27. Februar 2008 statt.
|                   | Ergebnis |                    |
| ----------------- | -------- | ------------------ |
| FC Porto          | 1:0      | Gil Vicente FC     |
| Naval 1º de Maio  | 1:2      | Vitória Setúbal    |
| Benfica Lissabon  | 2:0      | Moreirense FC      |
| Sporting Lissabon | 1:0      | CF Estrela Amadora |

## Halbfinale
Die Spiele fanden am 15. und 16. April 2008 statt.
|                   | Ergebnis |                  |
| ----------------- | -------- | ---------------- |
| Vitória Setúbal   | 0:3      | FC Porto         |
| Sporting Lissabon | 5:3      | Benfica Lissabon |

## Finale
| Paarung           | FC Porto – Sporting Lissabon |
| Ergebnis          | 0:2 n. V. |
| Datum             | 18. Mai 2008 um 17:00 Uhr |
| Stadion           | Estádio Nacional, Oeiras |
| Zuschauer         | 37.600 |
| Schiedsrichter    | Olegário Benquerença |
| Tore              | 0:1 Rodrigo Tiuí (111.) 0:2 Rodrigo Tiuí (117.) |
| FC Porto          | Nuno Espírito – Jorge Fucile, Bruno Alves, Pedro Emanuel , João Paulo – Paulo Assunção (112. Tarik Sektioui), Lucho González, Raul Meireles (104. Przemysław Kaźmierczak), Mariano González (79. Lino) – Ricardo Quaresma, Lisandro López Cheftrainer: Jesualdo Ferreira |
| Sporting Lissabon | Rui Patrício – Abel Ferreira (90. Rodrigo Tiuí), Tonel, Ânderson Polga, Leandro Grimi – Miguel Veloso, João Moutinho , Marat Ismailow (76. Bruno Pereirinha), Leandro Romagnoli – Derlei (113. Gladstone), Yannick Djaló Cheftrainer: Paulo Bento                        |
| Gelbe Karten      | Paulo Assunção, Raul Meireles, Lucho González – Abel Ferriera, Derlei |
| Platzverweise     | João Paulo – keine |